# Bangkalan (regentschap)
Bangkalan is een regentschap (kabupaten) op het eiland Madura in Indonesië. Het regentschap omvat het westen van Madura en enkele kleine eilanden en is een onderdeel van de provincie Oost-Java. De hoofdplaats heet ook Bangkalan.
Bangkalan ligt aan de westkant van de Straat Madura en is sinds 2009 door de Suramadubrug verbonden met Surabaya op Java.
Stadsgemeenten: Batu · Blitar · Kediri · Madiun · Malang · Mojokerto · Probolinggo · Pasuruan · Surabaya

Regentschappen: Banyuwangi · Bangkalan · Blitar · Bojonegoro · Bondowoso · Gresik · Jember · Jombang · Kediri · Lamongan · Lumajang · Madiun · Magetan · Malang · Mojokerto · Nganjuk · Ngawi · Pacitan · Pamekasan · Pasuruan · Ponorogo · Probolinggo · Sampang · Sidoarjo · Situbondo · Sumenep · Trenggalek · Tuban · Tulungagung